# 1242
| [ Edytuj tabelę ]                          |                                                     |
| Książę Małopolski                          | - 1241 Konrad I mazowiecki 1243                     |
| Książę Wielkopolski                        | - 1239 Przemysł I 1257 - 1239 Bolesław Pobożny 1279 |
| Król Angkoru                               | - 1218 Indrawarman II 1244                          |
| Król Anglii                                | - 1216 Henryk III 1272                              |
| Król Aragonii i Walencji, hrabia Barcelony | - 1213 Jakub I Zdobywca 1276                        |
| Książę Bawarii                             | - 1231 Otto II 1253                                 |
| Margrabia Brandenburgii                    | - 1220 Otto III 1267                                |
| Książę Burgundii                           | - 1218 Hugo IV 1272                                 |
| Cesarz Bizancjum                           | - 1222 Jan III Dukas Watatzes 1254                  |
| Car Bułgarii                               | - 1241 Koloman I Asen 1246                          |
| Cesarz Chin                                | - 1224 Song Lizong 1264                             |
| Król Cypru                                 | - 1218 Henryk I 1253                                |
| Król Czech                                 | - 1230 Wacław I 1253                                |
| Król Danii                                 | - 1241 Eryk IV Plovpenning 1250                     |
| Władca Egiptu                              | - 1240 As-Salih Ajjub 1249                          |
| Król Francji                               | - 1226 Ludwik IX Święty 1270                        |
| Król Gruzji                                | - 1223 Rusudan 1245                                 |
| Hrabia Holandii                            | - 1234 Wilhelm II 1256                              |
| Cesarz Japonii                             | - 1232 Shijō 1242 - 1242 Go-Saga 1246               |
| Kalif                                      | - 1226 Al-Mustansir 1242 - 1242 Al-Must’asim 1258   |
| Król Kastylii                              | - 1217 Ferdynand III Święty 1252                    |
| Król Kastylii i Leónu                      | - 1230 Ferdynand III Święty 1252                    |
| Władca Korei                               | - 1213 Kojong 1259                                  |
| Wielki książę litewski                     | - 1240 Mendog 1253                                  |
| Cesarz Łaciński                            | - 1228 Baldwin II de Courtenay 1261                 |
| Kalif Maroka                               | - 1232 Abd al-Wahid II 1242 - 1242 Ali as-Said 1248 |
| Król Nawarry                               | - 1234 Tybald I 1253                                |
| Król Norwegii                              | - 1217 Haakon IV Stary 1263                         |
| Hrabia Palatynatu                          | - 1227 Otton I Bawarski 1253                        |
| Król Portugalii                            | - 1223 Sancho II 1248                               |
| Sułtan Rumu                                | - 1237 Kaj Chusrau II 1246                          |
| Książę Rusi halickiej                      | - 1238 Daniel II 1264                               |
| Cesarz Rzymski (niemiecki)                 | - 1220 Fryderyk II 1250                             |
| Książę Saksonii                            | - 1212 Albrecht I 1260                              |
| Król Serbii                                | - 1234 Stefan Władysław 1243                        |
| Król Singasari                             | - 1227 Anuśpati 1248                                |
| Król Szkocji                               | - 1214 Aleksander II 1249                           |
| Król Szwecji                               | - 1234 Eryk XI Eriksson 1250                        |
| Doża Wenecji                               | - 1229 Jacopo Tiepolo 1249                          |
| Król Węgier                                | - 1235 Bela IV 1270                                 |
| Wielki mistrz zakonu krzyżackiego          | - 1240 Gerhard von Malberg 1244                     |

Rok 1242 / MCCXLII
stulecia: XII wiek ~
XIII wiek ~
XIV wiek

lata: 1232 «
1237 «
1238 «
1239 «
1240 «
1241 «
1242
» 1243
» 1244
» 1245
» 1246
» 1247
» 1252

## Wydarzenia w Polsce
- Pierwsza lokacja miasta Wrocławia.
- Nadanie praw miejskich dla Strzegomia.
- Najstarsza wiadomość o kopalniach soli w Wieliczce i Bochni.
- Utrata ziemi lubuskiej na rzecz Brandenburgii.
- Lokacja miejska Jawora.

## Wydarzenia na świecie
- 21 lutego – Go-Saga został cesarzem Japonii.
- 5 kwietnia – na zamarzniętych wodach jeziora Pejpus doszło do bitwy między inflancką gałęzią zakonu krzyżackiego a wojskami księcia nowogrodzkiego Aleksandra Newskiego, która powstrzymała ekspansję zakonu na ziemie ruskie.
- 6 czerwca – w Paryżu, z nakazu poprzedniego papieża Grzegorza IX z 1239 roku, spalono 24 zbiory ksiąg Talmudu.

- W następstwie bitwy na jeziorze Czudzkim (Pejpus) w Prusach wybuchło I powstanie pruskie przeciw Krzyżakom.
- Król francuski Ludwik Święty zwyciężył Henryka III, króla angielskiego, w bitwie pod Taillebourgiem.

## Urodzili się
- Beatrycze Kastylijska, królowa Portugalii (zm. 1303)
- Małgorzata Węgierska, córka króla Węgier Beli IV, ofiarowana Bogu z prośbą o uratowanie Węgier z najazdu tatarskiego; dominikanka, mistyczka, stygmatyczka, święta katolicka (zm. 1271)

## Zmarli
- 3 lutego – Weridiana z Castelfiorentino, włoska tercjarka franciszkańska, święta katolicka (ur. 1182)
- 10 lutego – Shijō, 87 cesarz Japonii (ur. 1231)
- 12 lutego(?) – Henryk VII Hohenstauf, król Sycylii od 1211, król Niemiec od 1220 do 1235, książę Szwabii od 1218 (ur. 1211)
- 15 marca – Wisław z Kościelca, biskup krakowski w latach 1229-1242 (ur. ?)
- 29 maja – bł. Rajmund z Carbony oraz bł. Stefan z Narbony, kapłani franciszkanie, męczennicy, błogosławieni katoliccy (ur. ?)
- 14 lipca – Yasutoki Hōjō, trzeci z dziewięciu regentów (shikkenów), którzy sprawowali faktyczną władzę w Japonii; zreformował administrację i umocnił hegemonię rodu Hōjō (ur. 1183)
- 15 lipca – Czesław Odrowąż, polski dominikanin, błogosławiony katolicki, w 1963 ogłoszony patronem Wrocławia (ur. ok. 1175–1180)
- 7 października – Juntoku, 84. cesarz Japonii (ur. 1197)

- Abd al-Wahid II, kalif Maroka z dynastii Almohadów (ur. ?)
- Jan z Salerno, włoski dominikanin, błogosławiony katolicki (ur. ok. 1190)
- Mieszko lubuski, książę lubuski (ur. pomiędzy 1223 a 1227)